# Barrage de Ghrib
Le barrage de Ghrib est un barrage de type remblai, situé  sur le Chelif au niveau de la commune d'Oued Chorfa, dans la wilaya d'Aïn Defla, en Algérie. Il est construit entre 1936 et 1939. D'une hauteur de 65 m, il est le sixième plus grand barrage en Algérie avec une capacité de 280 millions m3.

## Histoire
Le barrage de Ghrib est construit par l'entreprise française Chagnaud entre 1936 et 1939. Le remplissage du barrage débute en 1939,

## Description
Le barrage de Ghrib est de type remblai, il mesure 65 mètres de haut, 270 mètres de longueur de crête et retient un volume de 280 millions m3 d'eau.

## Exploitation
L'usine hydroélectrique associée est aujourd'hui exploitée par Sonelgaz. La capacité de production de la centrale électrique du barrage de Ghrib est de 7 mégawatts. La station est située au pied du barrage.